# 汉堡起义
汉堡起义（德語：Hamburger Aufstand）是德国魏玛共和国时期的一次叛乱，发生于1923年10月23日至25日，由德国共产党汉堡支部发动，起义者袭击了当地及石勒苏益格-荷尔斯泰因省共24个警察局，由于没有得到苏联和德国其他地区的响应，起义很快以失败告终，约100人死于此次冲突。

## 背景
1919年至1923年间，魏玛共和国正面临危机，左派和右派之间发生了很多暴力冲突。人民的经济状况迅速恶化，到1923年秋天，恶性通货膨胀达到了顶峰，这使德国共产党赢得了人民的支持。鲁尔被占领进一步激化了政治争端。1923年8月，发生了一场针对总理威廉·古诺的全国性罢工浪潮，德国国会随即展开不信任投票，古诺因此辞职。9月底，政府宣布进入紧急状态。 10月1日，黑色国防军企图发动屈斯特林政变。两周后，即10月13日，帝国议会根据《魏玛共和国宪法》第48条通过了一项授权法案，规定根据该法案制定的任何法令都可能被帝国议会否决，这是为了促成总理古斯塔夫·施特雷泽曼 的“法律上”独裁统治，这一情况持续到政府更迭或1924年3月31日。数千名失业者的示威游行冲进了汉堡市政厅周围的“无抗议区”（Bannmeile），这一行动是冒着在此期间死于警察和右翼准军事部队手中的危险。在萨克森和图林根，成立了包括德国共产党在内的联合政府，由此使德共认为这是一个接管政府的机会。
在国际共产主义运动内部，主要的活动家开始讨论在德国发动武装起义的想法。列昂·托洛茨基、苏联共产党中央政治局成员和共产国际其他有影响力的成员提出了这个想法，但是德国共产党领导人海因里希·布兰德勒认为现在还为时过早。由雨果·乌尔巴恩斯 (Hugo Urbahns) 和汉斯·基彭伯格领导的策划起义的汉堡小团体的确切动机仍然未知。
据俄罗斯历史学家瓦迪姆·罗戈文称，德国共产党领导层要求莫斯科派遣列昂·托洛茨基前往德国指挥1923年10月的起义。然而，这一提议遭到了斯大林、季诺维也夫和加米涅夫控制的政治局的拒绝，他们决定派出一个由俄国共产党低层成员组成的委员会。

## 起义
1923年10月22日晚，德共汉堡支部最激进的部门之一“KP Wasserkante”的军事领导人接到地方党领导层的命令，开始起义。尽管汉堡支部约有14,000名成员，但从一开始只有1,300人积极参与起义。到起义结束时，参与的工人不超过5000人。10月23日凌晨5点，他们袭击了26个警察局，并从其中17个警察局夺走了武器。
阿尔托纳区和施托尔曼县的市区也有活动，在那里的希夫贝克和布拉姆菲尔德的警察局遭到袭击，武器被夺走。在巴特奥尔德斯洛、阿伦斯堡和拉尔斯泰特，火车轨道和街道被封锁。在巴格特海德，起义者逮捕了当地政府领导人并宣布成立“斯托曼苏维埃共和国”。在德共得到支持的希夫贝克，人们张贴标语牌安抚居民并敦促支持起义，并宣称“苏维埃德国万岁！世界苏维埃共和国联邦万岁！世界革命万岁！” 
大部分起义在几个小时内就被镇压了。在希夫贝克，这种情况一直持续到中午刚过。只有在德共在上次选举中获得约 20%选票的巴尔贝克，起义者得到了居民的支持，居民帮助他们搭建路障并为他们提供食物。尽管交火不断，但起义者一整天都坚守阵地。然而到了晚上，他们确信自己的处境毫无希望，于是偷偷溜走了。第二天，警方对空荡荡的路障发起了大规模攻势。

## 事后
起义夺去了17名警察、21名起义者和61名无辜旁观者的生命。69名警察和175名起义者受伤。共有1,400人被捕，其中443人在特别法庭受审。仅在希夫贝克，就有191人被捕，后来，由于希夫贝克的骚乱，德共在1924年5月的选举中获得了32.4%的选票。因此，1925年2月，这191人不得不在阿尔托纳地方法院接受审判。这是针对起义者的最大规模的审判。

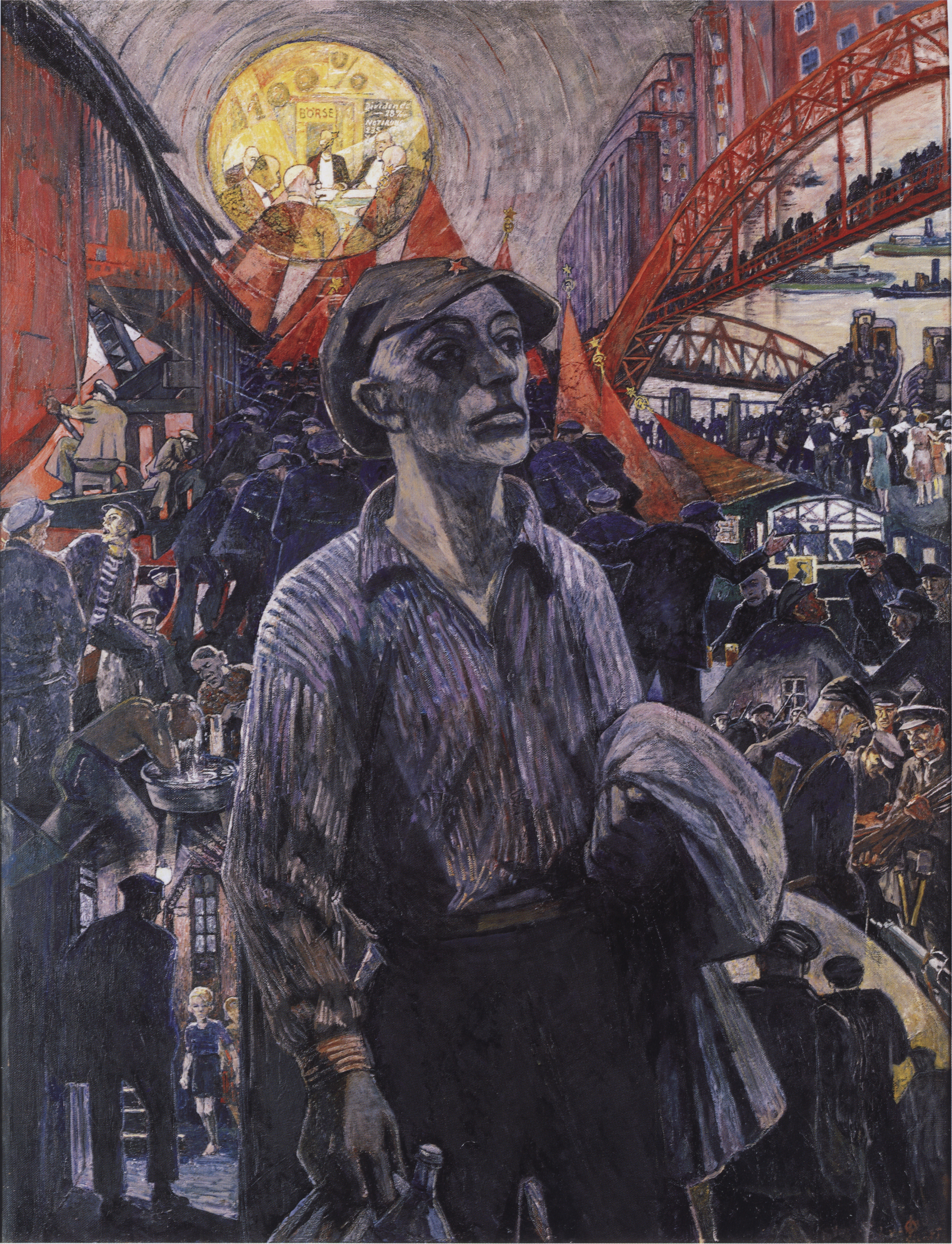
The Hamburger Werftarbeiter
('汉堡造船厂工人'), 1928年海因里希·福格勒的画

起义导致两个工人阶级政党之间的关系恶化。起义后，德国社会民主党（SPD）拒绝与德共合作，甚至通过强化政府立场来加剧对德共的镇压。共和国和社民党的拒绝加强了共产党的力量。在德共内部，起义成为关于少数“勇敢”的起义者面临无望的战斗的故事的传奇。起义的失败被解释为中央集权薄弱和缺乏对以政党为导向的结构的服从的结果，并且有证据表明这些结构必须得到加强。
部分中产阶级在起义中看到了他们对布尔什维克革命的恐惧得到证实，并变得更加被反共产主义政治所吸引。结果，在1924年汉堡帝国议会选举中，德国国家人民党的得票率从12%上升到20%左右，但很快又回落，1928年增至12%左右。